# Frizington
Frizington is een plaats in het Engelse graafschap Cumbria. Het maakt deel uit van de civil parish Arlecdon and Frizington. In de negentiende eeuw kwam het dorpje tot ontwikkeling als gevolg van de mijnbouw in de streek. De Anglicaanse dorpskerk, gewijd aan de apostel Paulus, werd in 1867-68 gebouwd. In 1870-72 telde het toen nog zelfstandige dorp 250 inwoners.